# Рассветовский сельсовет (Давлекановский район)
Рассветовский сельсовет — муниципальное образование в Давлекановском районе Башкортостана.

## История
Согласно «Закону о границах, статусе и административных центрах муниципальных образований в Республике Башкортостан» имеет статус сельского поселения.

## Население
| 2002  | 2009  | 2010  | 2012  | 2013  | 2014  | 2015  |
| ----- | ----- | ----- | ----- | ----- | ----- | ----- |
| 1397  | ↗1414 | ↗1454 | ↘1431 | ↘1424 | ↘1410 | ↘1383 |
| 2016  | 2017  |       |       |       |       |       |
| ↘1339 | ↗1348 |       |       |       |       |       |

## Состав сельского поселения
| № | Населённый пункт | Тип населённого пункта       | Население |
| - | ---------------- | ---------------------------- | --------- |
| 1 | Рассвет          | село, административный центр | ↗390      |
| 2 | Ленинский        | село                         | ↗358      |
| 3 | Кирово           | село                         | ↗299      |
| 4 | Комсомольский    | село                         | ↘259      |
| 5 | Рауш             | хутор                        | ↘138      |
| 6 | Ольговка         | деревня                      | ↘10       |